# Línea 562 (Mar del Plata)
La línea 562 es una línea de colectivos del Partido de General Pueyrredón perteneciente a la empresa Transporte 25 de Mayo S.R.L. Siendo su servicio prestado por la empresa El Libertador S.R.L. Esta línea puede ser identificada con el color azul.
El servicio cuenta con SUBE . 

Inconvenientes con el servicio pueden ser denunciados a través de las líneas telefónicas del municipio: 147 o 0800-666-5102

## Recorrido
En líneas generales acerca a lugares como: Puerto, Centro comercial 12 de Octubre, Gruta, Hospital Privado de la Comunidad, Hospital Materno Infantil, Plaza Colón, Casino, Balneario Céntrico, Parque de Skateboarding, Peatonal San Martín, Oficina central de Correo Argentino, Monumento a los caídos en Guerra de Malvinas, Facultad de Derecho de la UNMDP, Plaza San Martín, Catedral, Municipalidad, Biblioteca Municipal, Clínicas Pueyrredón y Colón, Plaza Peralta Ramos, Centro comercial San Juan, Plaza Moreno, Hipódromo.
Haciendo Click Aquí pueden consultarse los recorridos de la Línea 562 en un mapa.

### Centro-Materno-Comunidad-Gruta

#### Ida
Av. Juan B. Justo - Av. Héctor Tarantino - Av. Colon - Portugal - Garay - Leguizamón Onésimo - Av. Colon - Salta - Falucho - Av. Independencia - Av. Pedro Luro - Av. Patricio Peralta Ramos - Buenos Aires - Bolívar - Santiago del Estero - Av. Juan B. Justo - Pedro Dutto - Magallanes - Av. De Los Pescadores - Marlin - Mariluz 2.

#### Vuelta
Mariluz 2 - Av. Dorrego - Av. De Los Pescadores - 12 de Octubre - Triunvirato - Av. Juan B. Justo - Santa Fe - Belgrano - Av. Patricio Peralta Ramos - Diagonal Alberdi Norte - 25 de Mayo - Av. Independencia - Av. Colon - Leguizamón Onésimo - Garay - Portugal - Av. Colon - Av. Héctor Tarantino - Av. Juan B. Justo.

## Flota
Debido a la altísima demanda de su recorrido en temporada estival, en su momento fue la única línea marplatense en contar de marzo a diciembre con 3 unidades articuladas carrozadas por Metalpar Argentina y con chasis Colcar BA 2522-MD. Actualmente, posee unidades de estas características circulando durante todo el año.
Posteriormente, otras líneas también, como la 511 han adoptado vehículos de similares características.
Ninguna de sus unidades posee piso bajo para la accesibilidad para personas con dificultades motoras. Sin embargo, y con el fin de mejorar la accesibilidad algunas unidades cuentan con un elevador y espacio destinado a personas que se movilizan en silla de ruedas, es importante destacar que la frecuencia de estas unidades supera los 60 minutos de espera.

## Combinación
En la intersección de Av. Colón y 182 aquellos pasajeros procedentes del lado Hipódromo realizan la combinación, sin doble pago, con la línea 563 B con destino hacia el Hospital Regional, y viceversa.